# Gouverneur de Maurice britannique
Le gouverneur de Maurice britannique est le représentant de la Maurice britannique entre 1810 à 1968,.
À l'indépendance de Maurice en 1968, le poste a été remplacé par celui de gouverneur général de Maurice jusqu'en 1992, avant d'être remplacé par le président de la république de Maurice quand Maurice est devenu une république.

## Liste des gouverneurs (1810–1968)
| Maurice britannique |                                                                          |                   |                   |                   |
| 1.                  | Robert Townsend Farquhar                                                 |                   | 4 décembre 1810   | 20 mai 1823       |
|                     | Henry Warde Intérimaire de Farquhar                                      |                   | 18 avril 1811     | 15 juillet 1811   |
|                     | Gage John Hall Intérimaire de Farquhar                                   |                   | 10 novembre 1817  | 10 décembre 1818  |
|                     | John Dalrymple Intérimaire de Farquhar                                   |                   | 10 décembre 1818  | 6 février 1819    |
|                     | Ralph Darling Intérimaire de Farquhar                                    |                   | 6 février 1819    | 6 juillet 1820    |
| 20 mai 1823         | Ralph Darling Intérimaire de Farquhar                                    | 12 juin 1823      |                   |                   |
| 2.                  | Galbraith Lowry Cole                                                     |                   | 12 juin 1823      | 17 juin 1828      |
| 3.                  | Charles Colville                                                         |                   | 17 juin 1828      | 3 février 1833    |
| 4.                  | William Nicolay                                                          |                   | 4 février 1833    | 20 février 1840   |
|                     | James Power Intérimaire                                                  |                   | 20 février 1840   | 16 juillet 1840   |
| 5.                  | Lionel Smith                                                             |                   | 16 juillet 1840   | 2 janvier 1842    |
|                     | William Staveley Intérimaire                                             |                   | 3 janvier 1842    | 21 novembre 1842  |
| 6.                  | William Maynard Gomm                                                     |                   | 21 novembre 1842  | 5 mai 1849        |
|                     | Thomas Blanchard Intérimaire                                             |                   | 5 mai 1849        | 8 juin 1849       |
| 7.                  | George William Anderson]                                                 |                   | 8 juin 1849       | 19 octobre 1850   |
|                     | William Sutherland Intérimaire                                           |                   | 19 octobre 1850   | 8 janvier 1851    |
| 8.                  | James Macaulay Higginson                                                 |                   | 8 janvier 1851    | 20 septembre 1857 |
|                     | William Sutherland Intérimaire de Higginson                              |                   | 14 avril 1854     | 18 janvier 1855   |
|                     | C.M. Hay Intérimaire de Higginson                                        |                   | 18 janvier 1855   | 12 juin 1855      |
| 9.                  | William Stevenson                                                        |                   | 20 septembre 1857 | 9 janvier 1863    |
|                     | M.G. Johnstone Intérimaire                                               |                   | 10 janvier 1863   | 21 août 1863      |
| 10.                 | Henry Barkly                                                             |                   | 21 août 1863      | 3 juin 1870       |
|                     | E. Selby Smith Intérimaire                                               |                   | 4 juin 1870       | 21 février 1871   |
| 11.                 | Arthur Charles Hamilton-Gordon                                           |                   | 21 février 1871   | 18 août 1874      |
|                     | E. Selby Smith Intérimaire de Hamilton-Gordon                            |                   | 4 juin 1870       | 21 février 1871   |
|                     | Edward Norton Intérimaire de Hamilton-Gordon                             |                   | 21 octobre 1871   | 28 octobre 1872   |
| 20 janvier 1873     | Edward Norton Intérimaire de Hamilton-Gordon                             | 20 octobre 1873   |                   |                   |
| 18 août 1874        | Edward Norton Intérimaire de Hamilton-Gordon                             | 21 septembre 1874 |                   |                   |
| 12.                 | Arthur Purves Phayre                                                     |                   | 21 septembre 1874 | 31 décembre 1878  |
|                     | Frederick Napier Broome Intérimaire                                      |                   | 31 décembre 1878  | 4 avril 1879      |
| 13.                 | George Ferguson Bowen                                                    |                   | 4 avril 1879      | 9 décembre 1880   |
| 14.                 | Frederick Napier Broome                                                  |                   | 9 décembre 1880   | 5 mai 1883        |
|                     | Charles Bruce Intérimaire                                                |                   | 5 mai 1883        | 1er juin 1883     |
| 15.                 | John Pope Hennessy Suspendu du 14 décembre 1886 jusqu'au 12 juillet 1887 |                   | 1er juin 1883     | 11 décembre 1889  |
|                     | Henry Nicholas Duverger-Beyts Intérimaire de Hennessy                    |                   | 24 septembre 1884 | 15 octobre 1884   |
| 29 septembre 1886   | Henry Nicholas Duverger-Beyts Intérimaire de Hennessy                    | 12 décembre 1886  |                   |                   |
|                     | Hercules George Robert Robinson Intérimaire de Hennessy                  |                   | 15 décembre 1886  | 18 décembre 1886  |
|                     | William Hanbury Hawley Intérimaire de Hennessy                           |                   | 18 décembre 1886  | 2 juillet 1887    |
|                     | Francis Fleming Intérimaire de Hennessy                                  |                   | 2 juillet 1887    | 11 décembre 1888  |
|                     | T.E.A. Hall Intérimaire de Hennessy                                      |                   | 11 décembre 1888  | 22 décembre 1888  |
|                     | Francis Fleming Intérimaire                                              |                   | 11 décembre 1889  | 17 décembre 1889  |
|                     | T.E.A. Hall Intérimaire                                                  |                   | 17 décembre 1889  | 20 décembre 1889  |
| 16.                 | Charles Cameron Lees                                                     |                   | 21 décembre 1889  | 12 mars 1892      |
|                     | Hubert Edward Henry Jerningham Intérimaire                               |                   | 12 mars 1892      | 20 septembre 1892 |
| 17.                 | Hubert Edward Henry Jerningham                                           |                   | 20 septembre 1892 | 15 janvier 1897   |
|                     | Charles Anthony King-Harman Intérimaire de Jerningham                    |                   | 17 janvier 1894   | 24 juillet 1894   |
| 2 mars 1896         | Charles Anthony King-Harman Intérimaire de Jerningham                    | 19 septembre 1896 |                   |                   |
| 15 janvier 1897     | Charles Anthony King-Harman Intérimaire de Jerningham                    | 11 mai 1897       |                   |                   |
| 18.                 | Charles Bruce                                                            |                   | 11 mai 1897       | 30 octobre 1903   |
|                     | Graham John Bower Intérimaire de Bruce                                   |                   | 12 juillet 1900   | 11 mai 1901       |
| 30 octobre 1903     | Graham John Bower Intérimaire de Bruce                                   | 20 août 1904      |                   |                   |
| 19.                 | Charles Cavendish Boyle                                                  |                   | 20 août 1904      | 10 avril 1911     |
|                     | Graham John Bower Intérimaire de Boyle                                   |                   | 14 avril 1906     | 14 septembre 1906 |
| 17 octobre 1908     | Graham John Bower Intérimaire de Boyle                                   | 23 avril 1909     |                   |                   |
|                     | George Smith Intérimaire                                                 |                   | 10 avril 1911     | 13 septembre 1911 |
| 20.                 | John Robert Chancellor                                                   |                   | 13 septembre 1911 | 28 janvier 1916   |
|                     | John Middleton Intérimaire de Chancellor                                 |                   | 10 mars 1914      | 22 septembre 1914 |
| 28 janvier 1916     | John Middleton Intérimaire de Chancellor                                 | 18 mai 1916       |                   |                   |
| 21.                 | Henry Hesketh Joudou Bell                                                |                   | 18 mai 1916       | 16 août 1924      |
|                     | John Middleton Intérimaire de Bell                                       |                   | 8 février 1919    | 17 novembre 1919  |
|                     | Edward Brandis Denham Intérimaire de Bell                                |                   | 2 février 1921    | 3 avril 1921      |
| 8 mai 1922          | Edward Brandis Denham Intérimaire de Bell                                | 3 mars 1923       |                   |                   |
|                     | Edward Allan Grannum Intérimaire                                         |                   | 16 août 1924      | 19 février 1925   |
| 22.                 | Herbert James Read                                                       |                   | 19 février 1925   | 9 décembre 1929   |
|                     | Edward Allan Grannum Intérimaire de Read                                 |                   | 2 septembre 1926  | 17 octobre 1926   |
| 3 août 1927         | Edward Allan Grannum Intérimaire de Read                                 | 17 mai 1928       |                   |                   |
| 9 décembre 1929     | Edward Allan Grannum Intérimaire de Read                                 | 30 août 1930      |                   |                   |
| 23.                 | Wilfrid Edward Francis Jackson                                           |                   | 30 août 1930      | 7 juin 1937       |
|                     | Edward Walter Evans Intérimaire de Jackson                               |                   | 24 août 1932      | 29 avril 1933     |
| 3 septembre 1934    | Edward Walter Evans Intérimaire de Jackson                               | 26 octobre 1934   |                   |                   |
| 7 avril 1936        | Edward Walter Evans Intérimaire de Jackson                               | 4 décembre 1936   |                   |                   |
| 7 juin 1937         | Edward Walter Evans Intérimaire de Jackson                               | 23 octobre 1937   |                   |                   |
| 24.                 | Bede Edward Hugh Clifford                                                |                   | 23 octobre 1937   | 16 avril 1942     |
|                     | Sydney Moody Intérimaire de Clifford                                     |                   | 29 janvier 1940   | 10 septembre 1940 |
| 16 avril 1942       | Sydney Moody Intérimaire de Clifford                                     | 5 juillet 1942    |                   |                   |
| 25.                 | Donald Mackenzie-Kennedy                                                 |                   | 5 juillet 1942    | 5 décembre 1948   |
|                     | Sydney Moody Intérimaire de Mackenzie-Kennedy                            |                   | 23 mai 1945       | 3 janvier 1946    |
| 8 mai 1947          | Sydney Moody Intérimaire de Mackenzie-Kennedy                            | 10 janvier 1948   |                   |                   |
|                     | James Dundas Harford Intérimaire                                         |                   | 5 décembre 1948   | 26 septembre 1949 |
| 26.                 | Hilary Rudolph Robert Blood                                              |                   | 26 septembre 1949 | 11 janvier 1954   |
|                     | James Dundas Harford Intérimaire de Blood                                |                   | 26 juin 1950      | 17 novembre 1950  |
| 22 mai 1952         | James Dundas Harford Intérimaire de Blood                                | 14 octobre 1952   |                   |                   |
|                     | Robert Newton Intérimaire                                                |                   | 11 janvier 1954   | 22 mars 1954      |
| 27.                 | Robert Scott                                                             |                   | 22 mars 1954      | 10 juillet 1959   |
|                     | Robert Newton Intérimaire de Scott                                       |                   | 8 novembre 1956   | 18 avril 1957     |
| 10 juillet 1959     | Robert Newton Intérimaire de Scott                                       | 2 novembre 1959   |                   |                   |
| 28.                 | Colville Montgomery Deverell                                             |                   | 2 novembre 1959   | 10 juillet 1962   |
|                     | Thomas Douglas Vickers Intérimaire de Deverell                           |                   | 11 juin 1961      | 20 juillet 1961   |
| 10 juillet 1962     | Thomas Douglas Vickers Intérimaire de Deverell                           | 17 septembre 1962 |                   |                   |
| 29.                 | John Shaw Rennie                                                         |                   | 17 septembre 1962 | 12 mars 1968      |
|                     | Thomas Douglas Vickers Intérimaire de Rennie                             |                   | 24 août 1964      | 30 novembre 1964  |
| 11 octobre 1966     | Thomas Douglas Vickers Intérimaire de Rennie                             | 28 décembre 1966  |                   |                   |